# Hans Claesson (Bielkenstierna) (död 1566)
Hans Claesson Bielkenstierna, död 1566, var ett svenskt riksråd och lagman 

## Biografi
Hans Claesson var son till Hans Wijnman eller Wieman. 
Han utsägs till lagman i Södermanlands lagsaga 1553  och i Närkes lagsaga 1555. Han var slottsfogde på slottet Tre Kronor i Stockholm 1558. Han blev riddare 1561 vid kung Erik XIV:s kröning och riksråd 1562. Kallas 1564 ståthållare i Stockholms stad.

### Egendom
Han var ägare till Årsta slott och Vendelsö gård i Österhaninge socken samt Edeby i Ripsa socken, och Biby i Gillberga socken.

### Familj
Hans Claesson var gift med Karin Axelsdotter, dotter av riksrådet Axel Laurentzson (Tott) och Kerstin Andersdotter von Bergen. Karin Axelsdotter var änka efter riksrådet Ivar Månsson (Liljeörn). Hans Claesson och Karin Axelsdotter fick tillsammans barnen Claes Hansson, Catharina Hansdotter (död 1565) och Kerstin ansdotter som var gift med riksrådet Göran Claesson (Stiernsköld).